# Kamp Kloosterhaar
Kamp Kloosterhaar was een werkkamp aan de Groenedijk nabij Kloosterhaar in Overijssel.

## Oprichting
Het kamp werd in 1938 voor de werkverschaffing geopend. Kamp Kloosterhaar bestond uit twee lange woonbarakken, waarin twaalf wooneenheden, een kantine, een keuken met een woongelegenheid voor de kok/beheerder, een washok en een schillenhok. Het kamp was geschikt voor 96 arbeiders. De in het kamp ondergebracht werklozen werden ingezet bij de ontginning van woeste grond. In 1939 ging het kamp over naar de werkverruiming.

## Joodse periode

#### De komst
In april 1942 kreeg G.J. Reusink, de kok/beheerder, opdracht het kamp te ontruimen en in orde te brengen voor joodse arbeiders. Hun leeftijd varieerde van 17-55 jaar. Vaak betrof het vader en zonen. Onderduiken durfde men niet uit angst voor represailles tegen achterblijvende familieleden. De eerste groep arriveerde op 10 juli. Zij kwamen uit Groningen (stad en provincie) en werden van station Mariënberg met een bus naar het kamp gebracht. Daar moesten ze onder leiding van een NSB'er landarbeid verrichten voor de Nederlandse Heidemaatschappij. Later kwamen er joden bij uit Noord-Brabant.

#### Het vertrek
Vrijdag 2 oktober was sabbatavond. Duitse soldaten kwamen met busjes het terrein op en vroegen onderdak. Op 3 oktober 1942, Jom Kipoer, werden de arbeiders door hen afgevoerd. Onder bewaking van Duitse militairen moesten zij naar Bergentheim lopen waar zij bij het NS-station de mannen uit Kamp Balderhaar troffen. In een kar mochten ze hun bagage meegeven. De trein bracht de mannen via Zwolle naar Kamp Westerbork.
Het lege kamp werd vervolgens gebruikt om geëvacueerde gezinnen uit de kuststreek onder te brengen. Deze mensen moesten hun huizen verlaten voor de bouw van de Atlantikwall.

## De afbraak
Kamp Kloosterhaar werd in 1949 grotendeels afgebroken toen de Van Roijensweg werd aangelegd. De kantine heeft nog jaren dienstgedaan als verenigingsgebouw. Dat was niet meer nodig toen in 1964 de oude basisschool werd verbouwd tot dorpshuis. Het terrein en de barak werd verkocht aan de familie Botter, die op het perceel een kapperszaak en winkel in snuisterijen is begonnen.